# Gorgobina
Gorgobina (in latino Gorgobina) fu l'antica capitale dei Boi di cui parla Gaio Giulio Cesare nel De bello Gallico. Di fatto era un oppidum nel territorio degli Edui. Dopo la sconfitta degli Elvezi nel 58 a.C. nei pressi di Bibracte, i Boi, alleati degli Elvezi, furono installati in questa città: nel sito giunsero circa ventimila persone, soprattutto donne, bambini e vecchi. Nel 52 a.C. fu assediata da Vercingetorige. Per alcuni è l'odierna Saint-Parize-le-Châtel, per altri La Guerche.
Gorgobina fu anche denominata e conosciuta come Gergobina, Gergoviam, Gergovia Boïorum e Gortona.
Napoleone III fu il vero fautore della scoperta della Gallia celtica e della ricerca della città di Gorgobina. I suoi archeologi, basandosi sul libro di Cesare, compirono un'intensa ricerca su tutto il territorio francese, riuscendo ad identificare quasi tutti gli oppida citati dall'autore, con l'eccezione di Gorgobina.